# Голубоглазый Микки
«Голубоглазый Микки» (англ. Mickey Blue Eyes) — американский фильм, романтическая комедия 1999 года режиссёра Келли Макина.

## Сюжет
Когда Майкл Фелгейт (Хью Грант), британский аукционист, сделал предложение своей девушке Джине Витале (Джинн Трипплхорн), он был сильно удивлён её отказом. Позже Джина в слезах объясняет Майклу, что её отец Фрэнк (Джеймс Каан) и большинство из её дядей и двоюродных братьев — бандиты, члены семьи (Мафии). И она боится, что Майкл тоже может быть втянут в преступный мир. Майкл обещает Джине, что он не позволит этому произойти. Но не успели они объявить о помолвке, как он уже вовлечен в аферу с отмыванием денег, и вдобавок, им заинтересовалось ФБР.
Но когда одна из афер провалилась по вине Майкла, двоюродный брат Джины, Джонни решил припугнуть Майкла с помощью пистолета, завязалась потасовка, в ходе которой Джонни обронил пистолет. Джина, находящаяся в этот момент в комнате, подняла пистолет и сделала предупредительный выстрел в потолок. Пуля отрикошетила и случайно убила Джонни. Когда отец Джонни, Вито (глава семьи), узнаёт о произошедшем, он приказывает Фрэнку убить Майкла во время свадебной речи, в противном случае он убьет Джину.
Фрэнк не в состоянии выполнить это и признается во всем Майклу. Они обращаются за помощью в ФБР. С помощью ФБР они проводят сложную операцию, в ходе которой Вито арестуют.

## В ролях
| Актёр            | Роль             |
| ---------------- | ---------------- |
| Хью Грант        | Майкл Фелгейт    |
| Джеймс Каан      | Фрэнк Витале     |
| Джинн Трипплхорн | Джина Витале     |
| Берт Янг         | Вито Грациози    |
| Джеймс Фокс      | Филипп Кромвелл  |
| Джо Витерелли    | Винни Д’Агостино |
| Винсент Пасторе  | Эл               |
| Джон Вентимилья  | Джонни Грациози  |